# Ellipsodentalina
Ellipsodentalina es un género de foraminífero bentónico considerado un sinónimo posterior de Pleurostomella de la subfamilia Pleurostomellinae, de la familia Pleurostomellidae, de la superfamilia Pleurostomelloidea, del suborden Buliminina y del orden Buliminida. Su especie-tipo es Dentalina subnodosa. Su rango cronoestratigráfico abarcaba el Cretácico superior.

## Discusión
Clasificaciones previas incluían Ellipsodentalina en el suborden Rotaliina del orden Rotaliida. Ellipsodentalina fue propuesto como un subgénero de Ellipsonodosaria, es decir, Ellipsonodosaria (Ellipsodentalina).

## Clasificación
Ellipsodentalina incluía a la siguiente especie:
- Ellipsodentalina subnodosa †